# Орешин, Игорь Анатольевич
И́горь Анато́льевич Оре́шин (р. 1964) — советский и российский волейболист, волейбольный функционер. Директор волейбольного клуба «Обнинск».

## Биография
Игорь Орешин родился 4 января 1964 года. Вырос в городе Обнинске.
Окончил обнинскую школу № 6.
Воспитанник обнинской волейбольной школы.
Финалист первенства СССР (1979), чемпион студенческих игр (1982).
Кандидат в мастера спорта СССР.
Директор ВК «Обнинск».

### Интервью
- Только вперёд!: Круглый стол с участием Игоря Орешина, Сергея Пожалова, Сергея Ткаченко // Новая среда +. — 25 марта 2009 года. — № 9 (23).